# Cleveland contre Wall Street
Cleveland contre Wall Street és una pel·lícula documental franco-suïssa de 2010 dirigida per Jean-Stéphane Bron. Es va presentar al Festival de Cannes de 2010, en el marc de la Quinzena de Realitzadors. La pel·lícula es va rodar a Cleveland (Ohio, Estats Units).

## Sinopsi
En plena crisi financera del 2008-2010, a la ciutat oriental de Cleveland (Ohio, EUA), moltes famílies van ser desallotjades de casa seva amb hipoteques subprime a causa de la morositat. Algunes persones com l'activista i resident Barbara Anderson o l'advocat Josh Corton sospiten que 21 bancs de Wall Street són responsables d'aquest afer. Per tant, aquests últims estan a l'espera d'un judici contra ells. Com que el judici real s'ajorna, el director d'aquesta pel·lícula decideix rodar un judici de ficció amb els actors interpretant-se a ells mateixos.

## Història

### Context de rodatge
Aquesta pel·lícula està entre la realitat i la ficció. De fet, el guió de la pel·lícula es basa en fets reals i actuals que tenen lloc l'11 de gener de 2008 a la ciutat de Cleveland, a l'estat d'⁣Ohio als Estats Units. Aquest judici cinematogràfic relata la crisi subprime que afectà aquesta ciutat industrial de l'Oest Mitjà, on les famílies afectades són desallotjades de casa seva perquè ja no poden pagar els seus préstecs.
L'escenari compta amb personatges la història, la vida i els testimonis dels quals són molt reals. De fet, el documental es va rodar a la ciutat de Cleveland i en un tribunal real en presència de jurats reals, un jutge professional i personatges de no-ficció.
Aquest judici i el seu veredicte no són oficials, ja que es tracta només d'un documental-ficció que posa de manifest la crisi que afecta la ciutat de Cleveland.

### Protagonistes
L'alcalde de Cleveland i alguns dels seus habitants porten als jutjats els bancs de Wall Street, acusant-los de ser responsables de les confiscacions de béns mobles o immobles. Però els bancs rebutgen qualsevol responsabilitat i els resulta massa fàcil acusar-los. Així, al tribunal s'oposen dues parts, d'una banda, els habitants de Cleveland representats per l'advocat Josh Cohen i l'activista Barbara Anderson i, per l'altra, els 21 bancs de Wall Street representats per l'advocat Keith Fisher.

### Arguments d'ambdues parts
Els principals arguments dels habitants de Cleveland són que els bancs accepten totes les sol·licituds de crèdit sense comprovar mai si el client podrà pagar. A més, els habitants acusen els bancs d'haver enviat corredors a rescatar el seu crèdit amb una taxa el doble de l'habitual, fet que ha provocat l'exclusió de les seves cases de les famílies que no poden retornar aquest crèdit. Per als habitants, els bancs no es preocupen per la desgràcia dels seus clients, el seu objectiu és obtenir beneficis. Així, els habitants assenyalen amb el dit un abús de poder, una manca de control de la solvència dels clients i unes taxes bancàries massa elevades.
Els bancs no accepten l'acusació argumentant que tenen milers de sol·licituds de crèdit i que no poden verificar cada expedient. Per a ells, els responsables són els corredors que falsifiquen els papers per tenir les sol·licituds acceptades.
Els bancs afirmen que ningú està obligat a agafar crèdit i que no són responsables del fet que alguns dels seus clients visquin per sobre de les seves possibilitats acceptant que els corredors augmentin els seus ingressos per obtenir crèdit.

### Deliberació
Els arguments se succeeixen fins al veredicte del jurat.

## Repartiment

### Testimonis
- Barbara Anderson: resident a Cleveland
- Robert Kole: policia i exmembre de la Brigada d'Expulsió
- Frederick Kushen: treballador de manteniment i resident a Cleveland
- Keith Taylor: ex comerciant, ex corredor
- Toni Brancatelli: regidor de la ciutat de Cleveland
- Kurtis Rodgers Kushen: fill de Frederick Kushen
- Raymond Vélez: treballador de la construcció i resident a Cleveland
- Michael Osinsky: autor del programari dels bancs de Wall Street
- Peter Wallison: advocat, antic assessor de la Casa Blanca

### Advocats
- Keith Fisher: advocat bancari
- Josh Cohen: advocat del poble de Cleveland
- Kathleen Engel: advocat del poble de Cleveland
- Mark Stanton: advocat del poble de Cleveland

### Altres
- Thomas J. Pokorny: jutge

## Premis i nominacions
- Premi del Públic al Festival de Cinema de París, 2010[1]
- Premi Solothurn a les Jornades de Solothurn, 2011[2]